# Acasta japonica
Acasta japonica is een zeepokkensoort uit de familie van de Archaeobalanidae.